# Death in Love
Death in Love è un film del 2008 scritto e diretto da Boaz Yakin e interpretato da Jacqueline Bisset, Josh Lucas e Lukas Haas.
Una caratteristica del film è che non si conosce il nome di nessuno dei personaggi. La sceneggiatura è stata scritta appositamente affinché tutti i personaggi non si rivolgessero mai l'un l'altro per nome.

## Trama
Durante la seconda guerra mondiale, una ragazza ebrea riesce a salvarsi da un campo di concentramento nazista grazie alla sua relazione con un medico incaricato di esperimenti sui prigionieri. Cinquant'anni dopo la scena si sposta a New York, dove la donna vive sposata e con due figli ormai adulti. Il neurotico figlio più giovane è chiuso in una relazione dipendente e compulsiva con la madre, mentre il primogenito combatte contro il suo senso di sconnessione dalla vita mentre lavora in una falsa agenzia di modelli, dove fa amicizia con un'attraente giovane collega che comincia a ridargli uno scopo e un senso di entusiasmo.

## Produzione
Il film è stato auto-prodotto dal regista Boaz Yakin, che a tale proposito ha dichiarato: «Questo film è venuto fuori da un incontro con uno studio... Tra quello che volevano fare e quello che volevo io c'era una tale distanza, sentivo che non potevo continuare. Così ho scritto questo per una produzione a basso costo. Ho finito per finanziarlo con i miei risparmi di una vita... Non è il genere di cosa che posso permettermi di fare spesso, ma per questa volta ho avuto modo di esprimere quello che volevo in un modo che trovavo interessante. Sentivo di dover esplorare e provare alcune cose».
Yakin ha anche descritto il significato dell'Olocausto nel film: «L'ho visto come il simbolo di un tipo di dolore e di violenza che la gente tiene dentro di se e finisce per passare di generazione in generazione... L'Olocausto è una metafora per questo ciclo ricorrente di dolore».
A proposito della sua interpretazione, l'attrice Jacqueline Bisset ha detto: «Boaz mi ha chiesto di interpretare il ruolo della madre nel film come se fosse un animale selvatico, e in altre sequenze come una pazza lunatica. Questa combinazione è una delle cose del film che mi hanno affascinato».

## Distribuzione
Il film è stato presentato in anteprima il 22 gennaio 2008 al Sundance Film Festival e lo stesso anno è stato proiettato al Boston Film Festival il 16 settembre e all'Austin Film Festival il 17 ottobre. Nelle sale statunitensi è uscito solo dal 17 luglio 2009 ed ha avuto una distribuzione limitata.

## Accoglienza

### Incassi
Death in Love ha incassato 23.412 dollari negli Stati Uniti.

### Critica
Il sito Metacritic assegna al film un punteggio di 39 su 100 basato su 7 recensioni, mentre il sito Rotten Tomatoes riporta il 47% di recensioni professionali con un giudizio positivo, con un voto medio di 4,7 su 10.
Il film ha ricevuto buone recensioni da Gary Goldstein del Los Angeles Times che lo ha definito «di tanto in tanto pretenzioso ma sempre avvincente», da Duane Byrge di The Hollywood Reporter che lo ha descritto come «una visione emozionante del continuo calvario emozionale di una famiglia ebrea», e da Joe Neumaier che sul New York Daily News lo ha giudicato «impegnativo e riflessivo, ma anche, come i suoi personaggi, prigioniero della propria rabbia».
Stephen Holden del New York Times è stato meno favorevole nella sua recensione: «Death in Love scava così profondamente nell'inconscio dei suoi depressi newyorkesi che il film sembra stia mormorando in uno stato onirico, spinto più da una velata logica freudiana che da un normale rapporto di causa ed effetto. Le parole che mormora sono una litania di infinita, inutile auto-recriminazione».
Anche Derek Armstrong di AllMovie ha criticato negativamente il film: «Il rischio quando si affronta una barca di problemi è convincere il pubblico che appartengono tutti allo stesso film. Le idee di Yakin soccombono a questo. Sono tessute insieme in modo casuale, non producono né un messaggio chiaro né uno astruso e hanno poco a che fare concretamente con la morte o l'amore».
Sulla stessa linea anche Ella Taylor di Village Voice («uno sproloquio che confonde la rabbia con l'arte»), Lou Lumenick del New York Post («c'è qualcosa di seriamente sbagliato quando si assemblano gli attori così bene e non si riesce a credere ad una sola delle ampollose parole che escono dalla loro bocca») e David Edelstein di New York Magazine («una miscela pretenziosa e pomposa, ma stranamente convincente, della saga "peccati dei genitori" e dei film horror»).

## Riconoscimenti
- 2008 - Boston Film Festival
  - Miglior regista a Boaz Yakin
  - Miglior attrice a Jacqueline Bisset